# Miloslava Fidlerová
Miloslava Fidlerová, nebo také Miloslava Fidlerová-Sopirová (28. dubna 1922 Praha – 3. září 2020 Bratislava) byla česká operní pěvkyně (sopranistka) a pedagožka.

## Život a dílo
Narodila se do hudební rodiny, kde její matka zpívala a děda hrál na housle. Už odmala ji to tíhlo k hudbě. Zpívala v dětském pěveckém sboru, a protože hrála na klavír, tak šla studovat na Pražskou konzervatoř, kde se v letech 1937 až 1939 věnovala studiu hry na klavír, ale poté přešla na zpěv. Učil ji Louis Kadeřábek a později si své pěvecké umění zdokonalovala u Emy Matouškové a Achille Granforteho.
Když studovala na konzervatoři, šla na předzpívání do Národního divadla a následně byla Václavem Talichem přijata od 1. září 1941 jako sustentantka opery (čekatelku na angažmá) a po dokončení konzervatoře v roce 1943 se stala od 1. srpna sólistkou opery. První role, ve které byla obsazena, byl v září 1941 panoš Tebald v Donu Carlosovi a brzy přišla role Družičku v opeře Čarostřelec. Pro další vývoj jejího pěveckého umění měla mimořádný význam spolupráce s Václavem Talichem a v oblasti jevištního projevu zase režiséra Ferdinanda Pujmana, který ji už učil na konzervatoři. Byla cíleně vedená především k interpretaci lyrických sopránových rolí českého klasického repertoáru a nejprve jí byly dávány role méně náročné, spíše subretního typu. V roli Hostinské v opeře Tajemství, která je spíše přidělovaná starším zpěvačkám, vystoupila 31. srpna 1944, kdy bylo poslední představení Národního divadla, než byly uzavřeny divadla ze strany okupantů. Vystoupila 13. května 1945 v roli Esmeraldy v inscenaci Prodané nevěsty, což bylo prvním představení po osvobození.
Nejvíce se prosadila ve smetanovském repertoáru a především v Prodané nevěstě, kde nejdříve byla v roli Esmeraldy, následně Mařenky a ke konci v roli Ludmily. Díky její přesnosti vokálního projevu a jevištnímu půvabu jí záhy byly dávány i závažnější role, jako například Vlčenka v Braniborech v Čechách, Jitka v Daliborovi, Blaženka v Tajemství, Anežka ve Dvou vdovách, Barče a Vendulka v Hubičce, Katuška a Hedvika v Čertově stěně, Terinka v Jakobínu, Jenůfa v Její pastorkyni, Hanička v Lucerně, Eva v Mistrech pěvcích norimberských, Marcelina v Fideliovi, Taťána v Evžnu Oněginovi, Desdemona ve Otellovi. Dne 31. prosince 1978 odešla do důchodu.
Dlouhá léta také vyučovala. Nejdříve v letech 1969 až 1978 učila na Pražské konzervatoři a od roku 1978 do roku 1992 na konzervatoři v Bratislavě, kde se v roce 1974 provdala a usadila.
V březnu 2007 převzala cenu Thálie za rok 2006 za celoživotní mistrovství v oboru opera.
Zemřela ve věku 98 let 3. září 2020 v Bratislavě a poslední rozloučení se konalo ve středu 9. září od 13:15 v bratislavském krematoriu.